# Pitiquito
Pitiquito là một đô thị thuộc bang Sonora, México. Năm 2005, dân số của đô thị này là 9117 người.